# Verordnung (EU) Nr. 528/2012 (Biozid-Verordnung)
Die Verordnung (EU) Nr. 528/2012, auch bekannt als Biozid-Verordnung, ist eine Verordnung, die die Herstellung, Kennzeichnung, das Inverkehrbringen und die Verwendung von Biozidprodukten regelt, die dazu dienen, Menschen, Tiere, Materialien oder Produkte vor schädlichen Organismen, wie Parasiten oder Bakterien, zu schützen. Die Vorlage wurde am 22. Mai 2012 vom Europäischen Parlament und vom Rat in Brüssel angenommen und trat am 17. Juli 2012 in Kraft. Die Verordnung ersetzt die Richtlinie 98/8/EG des Europäischen Parlaments und des Rates vom 16. Februar 1998 über das Inverkehrbringen von Biozid-Produkten.
Sie zielt auf ein besseres Funktionieren des EU-Binnenmarktes durch Harmonisierung der Vorschriften zum Bereitstellen auf dem Markt und Verwenden von Biozidprodukten bei vorsorglicher Gewährleistung eines hohen Schutzniveaus für die Gesundheit von Mensch und Tier und für die Umwelt unter besonderer Aufmerksamkeit für gefährdete Gruppen.
Dazu regelt sie nicht nur das künftige Zulassungsverfahren für Biozidprodukte und die gegenseitige Anerkennung einer in einem Mitgliedstaat erfolgten, regelmäßig auf zehn Jahre befristeten Zulassung, sondern auch die Erarbeitung einer unionsweit gültigen Liste der für Biozidprodukte oder darin verwendbaren Wirkstoffe (Unionszulassung) sowie das Inverkehrbringen von Waren, die mit Bioziden behandelt wurden. Sie verbietet das
- Bereitstellen eines Biozidproduktes auf dem Markt ohne diese Zulassung oder abweichend von deren Inhalt sowie das
- Verwenden eines Biozidproduktes
  - ohne diese Zulassung oder
  - entgegen den in der Zulassung erklärten Bestimmungen zu seinen Zwecken und Verwendungsbedingungen[3].

Zulassungen sind auch für Produkte zu beantragen, die seit Jahrzehnten im Einsatz sind – allerdings mit langen Übergangsfristen für Altprodukte. Das vereinfachte Zulassungsverfahren ist für ein Produkt eröffnet, das ausschließlich Wirkstoffe aus einer Liste 19 unbedenklicher Wirkstoffe enthält, in die nicht einmal Alkohol, Wasserstoffperoxid oder Isopropanol aufgenommen sind. Manche kritisieren, Apotheker könnten wegen der verlangten aufwändigen Zulassung künftig keine Biozidprodukte mehr selbst mischen und vermarkten, selbst wenn es sich um nach ihrer Einschätzung einfache Substanzen mit lange bekannten Rezepturen handelte.

## Umsetzung in Deutschland
Die Umsetzung in Deutschland erfolgt unter anderem im Chemikaliengesetz und der Biozidrechts-Durchführungsverordnung (ChemBiozidDV).
Verstöße insbesondere gegen die genannten Zulassungs- und Verwendungsbestimmungen sind auch bei Fahrlässigkeit mit Bußgeld zu ahnden.
Da während der COVID-19-Pandemie in Deutschland verstärkt Händedesinfektionsmittel nachgefragt und solche in Apotheken und Drogeriemärkten knapp wurden, sicherte die Bundesstelle für Chemikalien (BAuA) als zuständige Behörde nach Abstimmung mit dem Bundesministerium für Umwelt, Naturschutz und nukleare Sicherheit mit der Allgemeinverfügung vom 4. März 2020 die Versorgung ab. Sie trat zum 31. August 2020 außer Kraft, da Art. 89 der Biozid-Verordnung Ausnahmen lediglich für 100 Tage erlaubt. Daher folgte am 16. September 2020 eine weitere Allgemeinverfügung, die bis 5. April 2021 in Kraft war.